# Sunitizem
Sunitizem (arabsko سُنِّي) je največja ločina islama, ki ji pripada skoraj 90 % muslimanov na svetu in je prevladujoča v večini muslimanskih držav. V osnovi je verovanje zelo podobno drugi največji ločini, šiitizmu, od katerega se razlikuje zlasti po obravnavi nasledstva preroka Mohameda, iz česar so tekom zgodovine izšla politična, pa tudi teološka in pravna nesoglasja. Po sunitskem izročilu je Mohamed za svojega naslednika imenoval Abu Bakra, prvega kalifa, medtem ko je po prepričanju šiitov za naslednika imenoval svojega zeta in bratranca Alija.
Suniti verujejo, da so Mohamedovi tovariši zanesljivi posredniki božje volje, saj sta tako Alah kot Mohamed sprejemala njihovo verodostojnost. Po srednjeveških virih je prepovedano preklinjati ali zaničevati tudi njih. To prepričanje temelji na preroškem izročilu, kakršnega pripoveduje denimo Abdul ibn Masud, po katerem je Mohamed dejal: »Najboljši ljudje so moja generacija, nato tisti ki pridejo za njo, nato tisti ki pridejo še za njo.« Po prepričanju sunitov to stališče podpira tudi Koran. Mohamedovi tovariši tako veljajo za »prave vernike«, saj so oni dobili nalogo sestaviti Koran. Posledično suniti tudi njihove pripovedi jemljejo kot zanesljive vire o islamski veri.
Sunitizem nima formalne hierarhije. Voditelji pridobijo vpliv s študijem in sodelovanjem v skupnosti ter postanejo učenjaki islamskega prava (šeriata) ali teologije (kalama). Vodilni položaji tako v verskem kot v političnem smislu so načeloma odprti vsakemu muslimanu. Tako med opoldanskimi petkovimi obredi v mošejah kongregacija izbere izobraženega in priznanega člana, ki bo vodil obred (hatib oz. »govornik«).
Politične napetosti med obema glavnima ločinama skozi zgodovino islama občasno vodijo do odkritih konfliktov; v današnjem času jih zaostruje vzpon radikalnejših struj obeh, sunitskega salafizma in šiitskega vahabizma. Zaradi razširjenosti sunitizma je pogosto zmotno prepričanje, da gre za izvorno vejo islama, iz katere so se kasneje odcepili šiizem in ostale manjše ločine. Sodobni religiologi namesto tega obravnavajo šiizem in sunitizem kot enakovredni ločini, ki sta vse od nemirnih začetkov uporabljali druga drugo za utrjevanje lastne identitete ter doktrin.